# Bénigne Dauvergne de Saint-Mars
Pour les articles homonymes, voir Saint-Mars.
Bénigne Dauvergne de Saint-Mars, né en 1626, probablement aux Mesnuls (Yvelines) où résidaient ses parents, et mort à Paris le 18 septembre 1708, est un militaire français, gouverneur de la Bastille à partir de 1698.

## Biographie
Il est fils de Louis Dauvergne, écuyer, officier de la paneterie du roi, et Marie Garrot, fille du seigneur de Blainvilliers (seigneurie dépendant de celle des Mesnuls).
En 1650, à l'âge de 24 ans, Bénigne d'Auvergne obtient une place de mousquetaire à la première compagnie de mousquetaires de la Garde où il ajouta à son nom le nom de guerre, ainsi que c'était l'usage, de Saint-Mars.
Il est nommé brigadier à 34 ans et maréchal des logis à 38 ans. En décembre 1664, sur la recommandation de son capitaine, d'Artagnan, avec qui il avait participé à l'arrestation de Nicolas Fouquet, il obtient le commandement du donjon de Pignerol. Il est dès lors le gouverneur de plusieurs prisons importantes :
- Pignerol, de janvier 1665 au 25 avril 1681 ;
- Exilles, de mai 1681 au 13 janvier 1687 ;
- les îles Sainte-Marguerite et Saint-Honorat dans les îles de Lérins du golfe de Cannes, du 30 avril 1687 au 8 avril 1698 ;
- la Bastille à Paris du 18 septembre 1698 à sa mort.

À Pignerol, Saint-Mars avait notamment en sa garde les surintendants Fouquet et Lauzun. Il avait été choisi par Louvois comme un homme qui lui était entièrement dévoué pour assurer la garde de l'homme au masque de fer. Il était en effet apparenté par alliance au ministre de la Guerre.
À partir de 1680, Bénigne Dauvergne de Saint-Mars a progressivement racheté le château de Dixmont (Yonne), les censives, puis les droits de la châtellenie royale (1703). Il possédait également le château de Palteau à Armeau (Yonne), où il résidait le plus souvent et où il s'arrêta en 1698 en compagnie de l'homme au masque de fer lorsqu'il vint à Paris prendre le commandement de la Bastille.
Saint-Mars n'eut que deux fils, Bénigne Antoine (1672-1693), et André Antonin (1679-1703), morts avant lui sans postérité. À sa mort, ses biens, évalués à plus de deux millions de livres, échurent à ses trois neveux Guillaume dit Corbé, lieutenant de la compagnie de La Bastille durant le gouvernorat de son oncle à La Bastille, Louis-Joseph et Louis Formanoir,.